# Paul Lavigne-Delville
Paul Lavigne-Delville, né le 13 mai 1866 et mort le 4 décembre 1957, est un militaire français, combattant de la Première Guerre mondiale et un militant antirépublicain de l'entre-deux-guerres et du régime de Vichy.

## Biographie
Paul Louis Alexandre Lavigne-Delville est le fils de Jean-Henri Lavigne-Delville, propriétaire demeurant à Paris puis à Neuilly-sur-Seine, et de Marie Lucile Françoise Monier, sans profession.

### Carrière militaire
Il intègre en 1884 l'École spéciale militaire de Saint-Cyr au sein de la 69e promotion, dite de Fou Tchéou. Il en sort diplômé en 1886 et choisit la cavalerie où il sert d'abord comme sous-lieutenant.

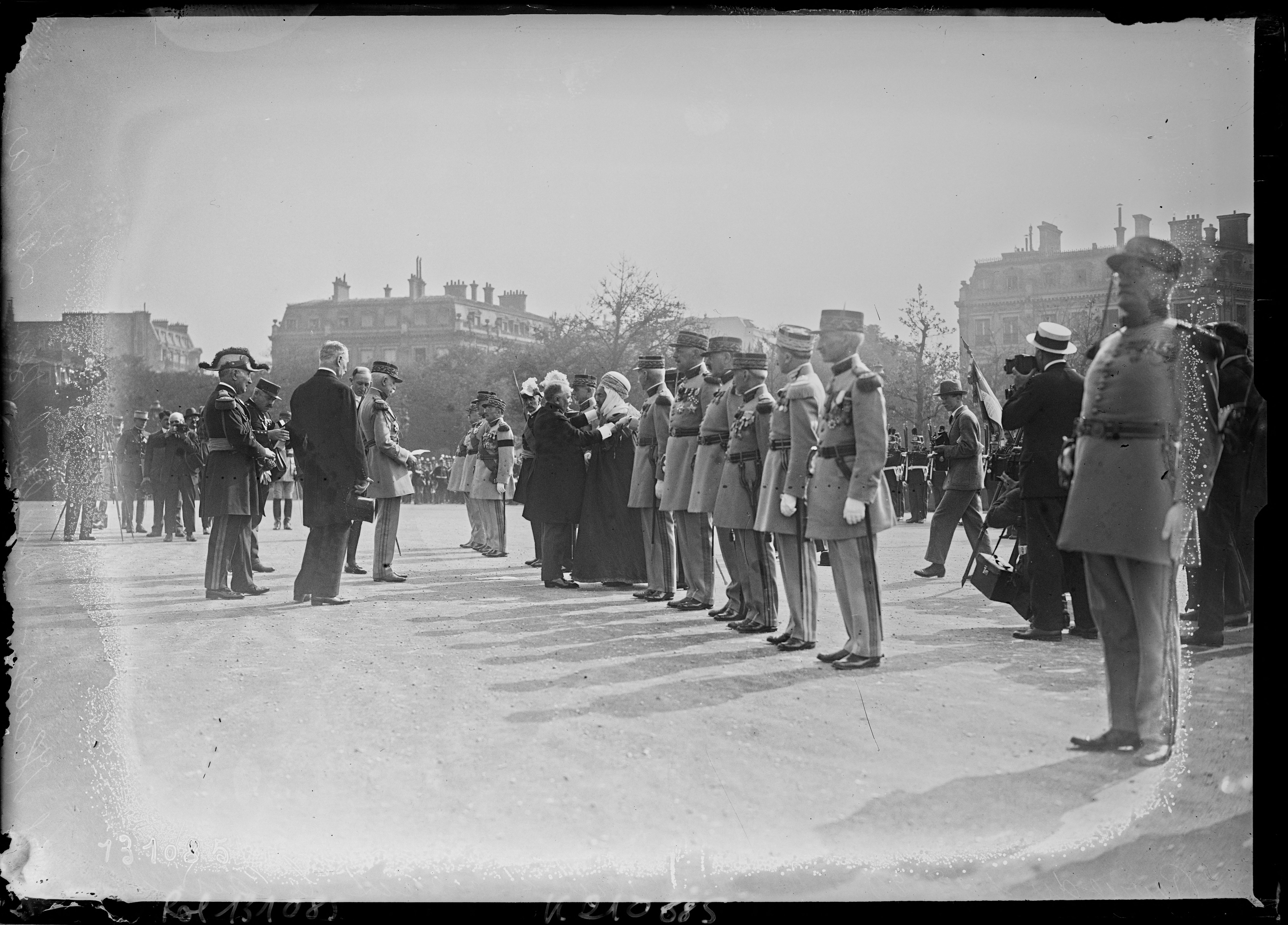
Remise de la médaille de grand officier de la Légion d'honneur le 14 juillet 1928 par le Président Gaston Doumergue.

Il est promu lieutenant en 1890, capitaine en 1899, chef d'escadron en 1909. Il prend part aux combats de la Première Guerre mondiale et gravit les échelons de la hiérarchie. En septembre 1914, il participe, au côté du général Grossetti, à la bataille de Mondement. Il sert ensuite sous ses ordres à l'état-major du 16e corps. En 1916, il commande comme lieutenant-colonel le 170e régiment d'infanterie. À la fin du conflit, il atteint le sommet de son parcours militaire en tant que général de division, commandant la 4e division de cavalerie. Il est promu grand officier de la Légion d'honneur et revient à la vie civile en 1928 : il est placé dans le cadre de réserve en mai 1928.

### Engagement politique
Paul Lavigne-Delville est membre du comité directeur de l'Association des membres de la Légion d'honneur décorés au péril de leur vie depuis sa fondation en 1927. Il est aussi membre des Croix-de-feu à leurs débuts. Membre de l'Action française, mouvement royaliste et nationaliste, il tient à partir de 1928 une tribune dans la page militaire du quotidien de ce mouvement, lancée cette année-là. Il est membre de l'Œillet blanc qui regroupe des notables royalistes.
Avec des membres de l'Association des membres de la Légion d'honneur décorés au péril de leur vie, il manifeste lors de l'émeute parisienne du 6 février 1934,. Il fait ensuite partie des membres dirigeants du Front national qui rassemble plusieurs ligues d'extrême droite et des petits groupements comme l'Association des membres de la Légion d'honneur décorés au péril de leur vie. Il défile  à Paris parmi les chefs du Front national en 1935 et 1936 à l'occasion de la fête de Jeanne d'Arc. Il préside une des réunions des chefs du Front national en octobre 1935, dans le contexte de la guerre d'Éthiopie : ils s'interrogent sur les moyens qu'ils peuvent utiliser pour combattre les sanctions contre l'Italie et appuyer le président du conseil Pierre Laval, hostile à ces sanctions,.
Il est aussi membre de la Ligue franc-catholique aux visées antimaçonniques.
Paul Lavigne-Delville est mêlé avec Eugène Deloncle et le docteur Henri Martin aux discussions aboutissant à la fondation de La Cagoule en 1936,. Il est notamment une des chevilles ouvrières des liens entre le CSAR ou OSARN de Deloncle et la « Cagoule militaire ». En 1936 et 1937, il conseille Deloncle qui prépare un plan contre-révolutionnaire en cas de soulèvement communiste. En 1938, il est confronté par la justice à Deloncle, alors arrêté et emprisonné, et affirme que ce dernier était en relation avec des chefs de l'armée. Il préside vers 1938 le groupe de la région parisienne de la Spirale ou Union militaire française, association fondée et présidée par Georges Loustaunau-Lacau, ancien animateur des réseaux Corvignolles liés à l'armée et à la Cagoule.
Il démarche le général Francisco Franco en avril 1937 pour mettre en place un bataillon de volontaires étrangers désireux de lutter aux côtés des franquistes lors de la guerre civile espagnole. Ce bataillon, issu de diverses initiatives, est appelé par le général Lavigne-Delville Bandera Jeanne d'Arc. Il combat au sein des troupes franquistes, notamment dans la Légion étrangère espagnole,.
Sous l'Occupation et l'État français, il est membre dès sa fondation en 1940 du Mouvement social révolutionnaire (MSR), d'inspiration fasciste, fondé par Deloncle,. En juillet 1941, il se rend à Vichy avec Pierre Clémenti pour discuter de la mise en place de la Légion des volontaires français contre le bolchevisme, initiée par les partis collaborationnistes parisiens dont le MSR. Il est un temps inspecteur général de la LVF.
Il assiste en 1941 à l'inauguration à Paris de l'Institut d'étude des questions juives et à celle de l'exposition Le Juif et la France. Il publie quelques articles antisémites dans l'hebdomadaire Au Pilori. Il y dénonce ainsi la banque Worms en 1941. Il est hostile aux résistants qu'il perçoit comme une coalition d'« enjuivés », de communistes et de francs-maçons et, avec son ami Armand de Puységur, compte en 1943 sur l'Allemagne nazie pour réformer la France, gangrenée par la République.
En avril 1947, après la Libération, alors âgé de plus de 82 ans, il est condamné à deux ans de prison, 100 000 francs d'amende et à la dégradation nationale à vie. La Cour de justice de la Seine lui reproche notamment son adhésion au MSR, son appui à la LVF et ses quatre articles antisémites publiés dans Au Pilori,,. Condamné, il est exclu de droit de la Légion d'honneur.
En 1955, il préface le livre anonyme et qui sera interdit Pour la Milice, justice !, écrit par Henry Charbonneau, qui tente de justifier l'action de la Milice française durant l'Occupation.

## Publications
- Apparences et réalités militaires, Éditions Charles-Lavauzelle, 1921
- Inquiétudes militaires, Éditions Charles-Lavauzelle, 1924
- Grandeur, décadence et défense de l'Armée Française, Éditions La Tour du Guet, 1952
- À Mondement, avec Foch, Humbert et Grossetti, Éditions Nelle, 1954  (ISBN 9782307089247)